# Wojciech Has
Wojciech Jerzy Has (Cracóvia, 1 de Abril de 1925 – Łódź, 3 de Outubro de 2000) foi um realizador de cinema, argumentista e produtor polaco.

## Juventude e estudos
Durante a ocupação alemã da Polónia, durante a Segunda Guerra Mundial, Has, polaco de origem judeu, estudou em Cracóvia numa escola comercial e, depois, na Academia de Belas Artes de Cracóvia, até que esta foi dissolvida em 1943, voltando a este estabelecimento de ensino quando a guerra acabou e a escola foi reconstruída. Em 1946, terminou um curso de cinema que durou um ano e começou a produzir documentários e filmes educativos no Estúdio de Documentários de Varsóvia. Na década de 1950 passou a trabalhar na mais conceituada escola de cinema da Polónia - a Escola Nacional de Filmes de Łódź.

## Realizador de cinema
Em 1947, Has fez a sua primeira média-metragem, Harmonia, e começou a realizar longas metragens em 1957. Em 1974 começou a trabalhar como professor do departamento dirigente da Escola Nacional de Filmes de Łódź. Ao longo da sua longa e prolífica carreira, dirigiu alguns filmes notáveis como O manuscrito encontrado em Saragoça, Lalka (traduzido para português como "A Boneca"), Sanatorium pod Klepsydrą (que pode ser traduzido como O sanatório da Clepsidra).
Desde cedo na sua carreira que Has ganhou a reputação de um individualista que evitava quaisquer compromissos políticos na sua forma de realizar. Produziu a maior parte da sua filmografia no período em que a Escola Polaca de Cinema estava no seu auge. Contudo, o seu trabalho possuía o seu próprio estilo, independente dos temas policiais que dominavam a corrente. Em praticamente todos os seus filmes, Has cria ambientes herméticos, em que os problemas e o enredo relacionado com os protagonistas tomavam sempre uma importância secundária se comparados com o universo particular por ele criado.
"Se Wojciech Has fosse um pintor, teria sido, com certeza, um surrealista", escreveu o crítico polaco Aleksander Jackiewicz. "Teria redesenhado objectos antigos com todos os seus acessórios reais, mas justapostos de formas totalmente inéditas."
A obra de Has é geralmente associada à pintura surrealista, na crítica polaca. Isto justifica-se pela sua poética marcadamente onírica e pelo uso que dá à imagem dos objectos, tal como nos quadros surrealistas. Foi ainda autor de alguns dramas psicológicos, como Jak być kochaną (traduzido em inglês como "Como ser amado") e Pożegnania (traduzido em inglês como "Adeus") sobre pessoas com injúrias físicas que têm dificuldade em voltar à vida activa.  Na sua obra, mostra o seu fascínio pelos marginalizados e por aqueles que se mostram incapazes de encontrar o seu lugar na realidade.
Duas correntes mantêm-se evidentes na produção de Has: por um lado, o seu cinema de análise psicológica e, por outro, os filmes de formas visionárias onde o tema da viagem é constante.

## Últimos anos
De 1987 a 1989, Has foi director artístico dos Estúdios de cinema Rondo e membro do Comité de Cinema do Estado da Polónia. Em 1989-1990 foi deão do Conselho Directivo da Academia Estatal de Cinema, Televisão e Teatro, em Łódź. Em 1990, tornou-se o reitor da escola, mantendo-se neste posto durante seis anos. Era também  o director executivo e conselheiro-chefe do Estúdio Indeks, uma escola afiliada.

## Filmografia (selecionada)
- Pętla (A Forca/O Laço, 1957)
- Pożegnania (Despedidas, 1958)
- Wspólny pokój (Quarto Comum, 1959)
- Rozstanie (1961)
- Złoto (1962)
- Jak być kochaną (1962)
- Rękopis znaleziony w Saragossie (bra: O Manuscrito de Saragoça; prt: Manuscrito Encontrado em Saragoça, 1964)
- Szyfry (1966)
- Lalka (1968)
- Sanatorium pod klepsydrą (O Sanatório da Ampulheta, 1973)
- Pismak (O Escritor, 1984)
- Osobisty pamiętnik grzesznika... przez niego samego spisany (1985)
- Nieciekawa historia (1986)
- Niezwykła podróż Balthazara Kobera (1988)